# Hisahito Inaba
Hisahito Inaba (稲葉 久人 Inaba Hisahito?, nacido el 26 de mayo de 1985 en Tochigi) es un exfutbolista japonés. Jugaba de delantero y su último club fue el Tochigi Uva FC de Japón.

## Trayectoria

### Clubes
| Club           | País  | Año         |
| -------------- | ----- | ----------- |
| Tochigi SC     | Japón | 2008 - 2009 |
| Tochigi Uva FC | Japón | 2010        |